# هیکی سابورو
هیکی سابورو (به ژاپنی: 比企 三郎 ひき さぶろう) هیکی مونه‌تومو، تولد نامشخص - مرگ ۱۵ اکتبر ۱۲۰۳، پسر هیکی یوشیکازو یک سامورایی و نوه وادا یوشیموری گوکه‌نین از شوگون‌سالاری کاماکورا بود. یکی از ملازمان نزدیک دومین شوگون میناموتو نو یوری‌ایه بود.
از ژوئیه تا اوت سال اول دوران شوجی (۱۱۹۹)، شش ماه پس از به قدرت رسیدن میناموتو نو یوری‌ایه، ناکانو یوشیناری، وادا توموموری، هیکی سابورو، اوگاساوارا ناگاتسونه و دیگران، به دستور یوری‌ایه، معشوقه آداچی کاگه‌موری را در زمانی که او دور بود، دزدیدند اما بیوه یوریتومو، هوجو ماساکو، او نجات می‌دهد.
این واقعه در آزوما کاگامی، مجموعه‌ای که بعداً توسط خاندان هوجو از شوگون‌سالاری کاماکورا جمع‌آوری شده است، ذکر شده است که استبداد یوری‌ایه را برجسته می‌کند، برخی گمان می‌کنند که این داستان یک تخیل است تا واقعیت.
.